# Nenilinium
Nenilinium is een geslacht van spinnen uit de familie hangmatspinnen (Linyphiidae).

## Soorten
De volgende soorten zijn bij het geslacht ingedeeld:
- Nenilinium asiaticum Eskov, 1988
- Nenilinium luteolum (Loksa, 1965)